# Hannes Van Duysen
Hannes Van Duysen (Gent, 4 september 2004) is een Belgisch sportklimmer.

## Levensloop
Van Duysen is afkomstig uit het Oost-Vlaamse Vinderhoute. Hij liep school aan het Don Boscocollege te Zwijnaarde en Mariagaard te Wetteren. Vervolgens studeerde Van Duysen een tijdlang lichamelijke opvoeding aan de VUB. Deze studies zette hij evenwel stop en sinds 2024 is hij fulltime professioneel sportklimmer. Hij begon met klimsport omstreeks zijn 7 jaar bij Bleau Climbing Team Gent en was achtereenvolgens lid van Vertical Thinking, Klimax, Rhino Boulder en Le Camp 4. Zijn eerste wedstrijd klom hij in Puurs.
In 2017 won hij het 'Youth Color Climbing Festival' te Imst. Hij werd tweemaal jeugdwereldkampioen in het boulderen, met name in 2021 (U18) in het Russische Voronezj en in 2022 (U20) in het Amerikaanse Dallas. Ook nam hij in 2022 deel aan de Wereldspelen in het Amerikaanse Birmingham. Hij behaalde er een zevende plaats in de kwalificaties en miste hierdoor bijna de finale.
In 2023 werd hij in het Zuid-Koreaanse Seoul jeugdwereldkampioen in de lead in de leeftijdscategorie U20 en won hij er brons in het boulderen. Eveneens in 2023 boekte hij zijn eerste succes bij de profs. In april van dat jaar behaalde hij zilver in de wereldbekerwedstrijd in het Japanse Hachioji. en bekroonde dat jaar met een 8ste plaats op de World Cup ranking Boulder. Van Duysen won dat jaar onder meer ook 'The Golden Hold' in het Israëlische Tel Aviv, alsook het prestigieuze 'La Sportiva Legends Only' in het Zweedse Stockholm.
In 2024 start Van Duysen sterk met een derde plaats in het boulderen tijdens de eerste wereldbekerwedstrijd van het seizoen in het Chinese Keqiao, alsook een eerste finale van een wereldbekerwedstrijd in het lead te Wujiang in diezelfde week. Deze resulteerde in een zesde plaats in de eindrangschikking. Ook werd hij Belgisch kampioen in zowel het boulderen, als de lead dat jaar.
Op de Olympische spelen in Parijs 2024 wordt Hannes 14de in de combinatie Boulder/Lead. Hij voltooide in oktober 2024 als zesde klimmer ooit de Es Pontas-rots in Mallorca. DWS 9a+.